# Lina Victoria Schmeink

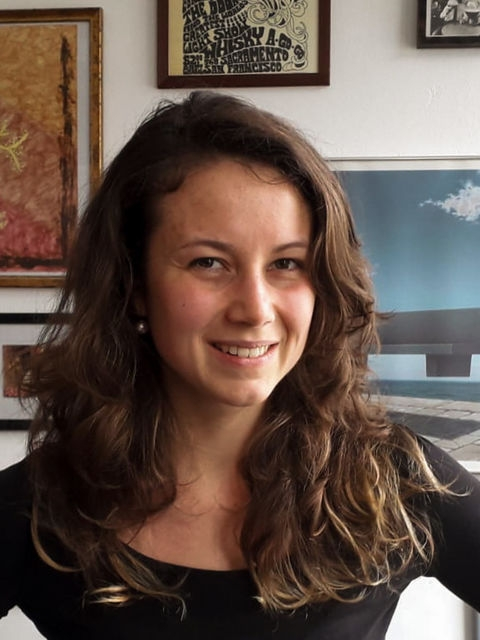
Lina Victoria Schmeink (2021)

Lina Victoria Schmeink (* 28. Januar 1994 in Moers) ist eine deutsche Regisseurin und Drehbuchschreiberin.

## Werdegang
Nach dem Abitur in Aachen folgte ein akademischer Abschluss an der Hochschule Macromedia Köln im Fach Film und Fernsehen/Regie als Bachelor of Arts, gefolgt vom Abschluss auf der Folkwang Universität der Künste Essen der SAE Institute Bochum, Professional Media Creation im Fach Film und Fernsehen/Regie als Master of Arts 2020. Schmeink arbeitet sowohl als freiberufliche Regisseurin und Drehbuchautorin als auch als crew-Mitglied bei TV-Produktionen.
2014 gründete sie ihre eigenes Unternehmen ViFi-project (Victoria-Film - project), dem sie als Geschäftsführerin vorsteht. Das Unternehmen versteht sich als Dienstleister für Medienbelange und arbeitet sowohl mit freien Filmproduktionsgesellschaften als auch mit Hochschulen zusammen.
Schmeink lebt in Aachen.

## Künstlerisches Wirken
Schmeink begann etwa ab 2013 am Set von Fernsehproduktionen wie Tatort sowie als freie Mitarbeiterin bei Filmproduktionen. Im Rahmen ihrer Berufsausbildung als Regisseurin und Produzentin folgten Image- und Kurzfilme. Ihr erster Kurzfilm in Eigenproduktion aus dem Jahr 2017 – Löffel – erhielt internationale Auszeichnungen. Ihren ersten Langfilm, den Spielfilm Postings, drehte sie 2019. Wegen der Corona-Epidemie zog sich die Nachbearbeitung des Filmes und die Filmpremiere bis 2021 hin. Der Film erhielt Auszeichnungen auf mehreren internationalen Festivals.   Nachdem sie neben ihrer Tätigkeit bei TV-Produktionen mehrere kleine Projekte bearbeitet hatte, kam ihr sozialkritischer Film Ciao Bella (Drehbuch, Regie) 2024 zur Aufführung und erlangte Festivalauszeichnungen für die beste Regie sowie als bester mittellanger deutscher Film. 2024 wurde Die Tote vom Jakobsweg – Der Galicien-Krimi (ARD) in Spanien abgedreht. Schmeink war zusammen mit Xaõ Seffcheque († 2023) die Drehbuchautorin.

## Filmografie
- 2018: Löffel (Regie, Drehbuch)[10]
- 2021: Postings (Regie, Drehbuch)
- 2024: Ciao Bella (Regie, Drehbuch)[11]
- 2025: Die Tote vom Jakobsweg – Der Galicien Krimi (ARD) (Drehbuch)[12]